# Mana (músico finlandés)
Antto Nikolai Tuomainen (n. Tampere, 26 de diciembre de 1979), más conocido como Mana, es un baterista, bajista, cantante, guitarrista y productor discográfico finlandés. Es mayormente conocido por ser el actual batería de la banda de hard rock Lordi, usando una batería Balbex. Es aficionado de Kiss, Ian Paice, Cozy Powell y Vinny Appice. Además ha producido bastantes álbumes y canciones de bandas finlandesas, como «Sinisellä Sydämellä» de Martti Servo, canción creada para el equipo de fútbol RoPS Rovaniemi. En 2008 estuvo sobre el escenario del Festival de Eurovisión con la banda Teräsbetoni haciendo el coro.

## Personaje
Biografía ficticia de Mana: Mana es una leyenda poco conocida del folclore escandinavo del norte. Él se cree que es el pastor de los muertos, que opera en el pasaje entre el mundo de los vivos y de los muertos antes de que finalmente pasen al otro lado. Algunos sánscritos viejos afirman, de hecho, que una vez fue humano, y trabajó como pastor de itinerancia en los países escandinavos en la década de 1100. Él fue excomulgado de la iglesia debido a sus métodos inusualmente crueles para disciplinar a los pecadores. Se dijo que era un hombre delgado, que no hablaba ni una palabra. Juzgaba a la gente con solo mirarlos, y él los corregía inmediatamente en el acto. A pesar de que su figura no era físicamente intimidante, él era capaz de hacer caer a familias enteras por sí mismo. Un poema de 1187 cuenta la historia de «un palo de madera de un hombre que asesinó a once hombres sin levantar su puño o tomar un paso.» El poema también menciona algo que está en línea con otros escritos y leyendas de la época. «Una mosca no se daría cuenta, diez moscas te dicen que está saliendo el sol, cuando las moscas vuelven del sol, Mana está llegando». Se dice que Mana viajó en la forma de un enjambre de moscas negras y verdes, y algunas tallas de madera de él, le retratan con mandíbulas que se asemejan a las mandíbulas de un insecto, en gran medida como tienen las moscas.

## Discografía

### Lordi
- 2012: To Beast Or Not To Beast
- 2014: Scare Force One
- 2016: Monstereophonic (Theaterror vs. Demonarchy)
- 2018: Sexorcism
- 2020: Killection
- 2021: Lordiversity
- 2023: Screem Writers Guild
- 2025: Limited Deadition

### Aportaciones a otras bandas
- 2013: «Sinisellä Sydämellä» (Martti Servo)